# Distrito de Andarapa
El Distrito de Andarapa es uno de los 20 distritos de la Provincia de Andahuaylas  ubicada en el departamento de Apurímac, bajo la administración del Gobierno regional de Apurímac, en el sur del Perú.
Desde el punto de vista jerárquico de la Iglesia católica forma parte de la Diócesis de Abancay la cual, a su vez, pertenece a la Arquidiócesis de Cusco.

## Historia
El distrito fue creado mediante Ley N.º 9357 del 14 de marzo de 1941, durante el gobierno de Manuel Prado Ugarteche.

## Población
De acuerdo al último censo nacional, el distrito de Andarapa tiene una población de 5 459 habitantes.

## Superficie
El distrito tiene un área de 172,05 km².

## Autoridades

### Municipales
- 2019 - 2022[4]
  - Alcalde: Jesús Damiano Huamán, del Movimiento Popular KALLPA.
  - Regidores:

  1. Alfredo Pahuara Vargas (Movimiento Popular Kallpa)
  2. Leoncio Garfias Poma (Movimiento Popular Kallpa)
  3. Hugo Naveros Palomino (Movimiento Popular Kallpa)
  4. Lourdes Ccorizoncco Huamán (Movimiento Popular Kallpa)
  5. Lucio David Hurtado Tito (Alianza para el Progreso)

## Festividades
- Octubre 4: San Francisco de Asís. También conocido como "TAYTA LANCHI" es una festividad de tradición que se realiza con los cargontes que se llaman LOS CAPIS, TAY LANCHI sube del Distrito de Andarapa por el camino rural hacia a Centro Poblado de Illahuasi que se llama Masuccaca hacia el templo de Pacchancca pasando por varios altares en su recorrido, en el templo los fieles oran, prenden velas por su fe y se vende en la noche leche fresca caliente con anís que solo se vende esa fecha, TAYTA LANCHI según la tradición también viaja hacia el DIstrito de San Jerónimo con una duración de 6 horas por camino rural a pie cargado por los fieles, pasando por diferentes comunidades del Distrito de Andarpa, Pacucha y San Jerónimo en una competencia con la VIRGEN DE CARMEN de Argama, quien llega primero hacia Distrito San Jerónimo tendrá buena cosecha el año venidero es un tradición ancestral.
- Mes de abril: Pascua (preparación de todas las comidas típicas de la zona con los productos naturales, que se produce en el distrito).
- 1 de noviembre visita a los muertos del cementerio y hacer oraciones y de esa forma realizan limpieza del difunto, también preparan "TANTAWAWA" que es una costumbre que viene de los años pasados de nuestros antepasados.
- 24 DE JUNIO: Celebración del aniversario del distrito de Andarapa, realizan corrida de toros y otras actividades más, asimismo realizamos un gran desfile cívico escolar, ahí desfilan los estudiantes de todos los centros educativos y otras organizaciones y las mamas de programa juntos.
- 6 DE SETIEMBRE: de todo año se celebra el aniversario del CENTRO POBLADO DE HUANCAS que es uno de los centro poblados del distrito de Andarapa, en dicho aniversario se realiza las siguientes actividades:
Gran desfile cívico escolar representado por todos los estudiantes de diferentes centros educativos, por las autoridades y por las mamas de programa juntos.
También se realiza corrida de toros, carrera de costales, carrera de calabazas, carrera de huevos, "YANTA CHITQAY", gincana, maratones de toda categoría, carrera de bicicletas, Fútbol de toda categoría, vóley, concurso de canto y música, danzas, teatros, etc.
Asimismo se realiza feria agropecuaria artesanal y folclórica.
- 30 DE AGOSTO: Aniversario del CENTRO POBLADO DE ILLAHUASI, donde se realiza los diferentes actividades de competencia como Atletismo, que es cuna de atletas, kermés deportivo que dura 3 días, competencias de Yanta Chitqay, Papa Bunday, Comida Típicas,  Carrera de Caballos, Corrida de Toros según la costumbre, desfile cívico militar y feria ganadero y de productos agrícolas.